# バーベル
バーベル（英: barbell）は、重量挙げ、パワーリフティング、ウエイトトレーニング等に用いられる、シャフトと呼ばれる横棒の両端に、プレートと呼ばれる円盤形の重りを付け、固定したスポーツ器具。ダンベルのバーを長くしたものである

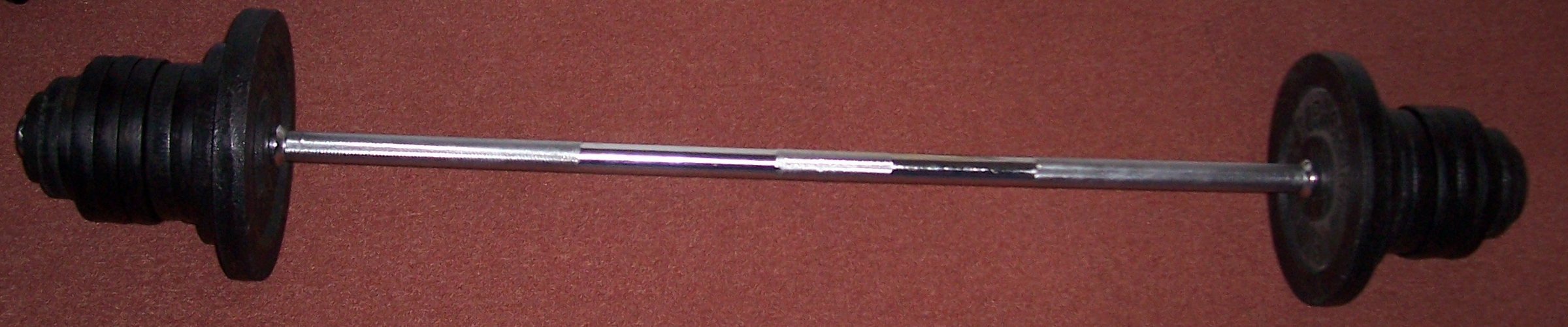
バーベル

## 概要

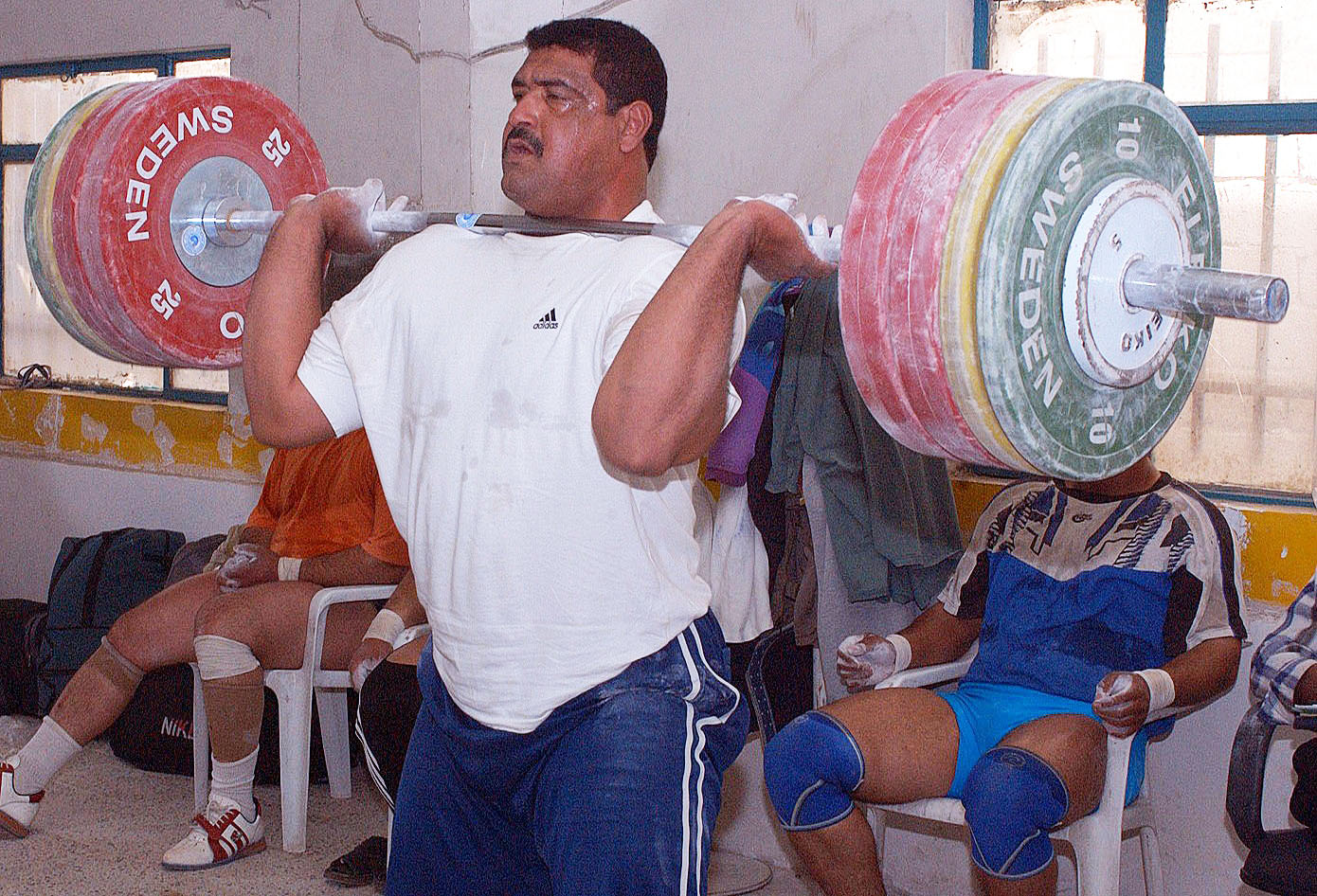
バーベルの使用例

プレートはシャフトに着脱可能になっており、種々の重量のプレートを取り換えることにより、全体の重量を調整して使用する。2つのプレートの間隔は肩幅よりやや広くされており、シャフトを両手で握って持ち上げて使用する。
持つ時の幅や持ち方は、種目によって異なる。

## 種類
バーベルそのものを形成するシャフトにはいくつかの形態や長さ・太さがあり、また、プレートの固定器具にも数種類ある。
どれが良いとかいうものではなく、手首を痛めておりひねりすぎたくない時には湾曲したシャフトを用いたり、安定性を求めて直線のシャフトを用いるなど、用途によって使い分けるのが正しい。そのため、ウェイトエリアが充実したジムでは何種類ものシャフトを揃えている所が多い。
また、家庭用ならば長さは短い方が使いやすいだろうが、短すぎるとプレートを取り付ける部分が少なく、重量に限界が出てきたり、プレートと身体の距離が近くなるため、動作に支障をきたすことなどがありえる。

## 名前の由来
「バー」とダンベルからの造語である。バー（bar）は読んで字のごとく棒であり、ダンベルのベル（bell）は釣鐘（鈴）を意味し、古代ギリシャにおいて音が鳴るとうるさいため内部の舌（ぶら下がっている部分）を取り外したものを持ち上げてトレーニングをしていたことに由来する。バーベルはダンベルよりも新しい語で、長い横棒を用いたことから名づけられた。